# Роландо Маран
Роландо Маран (італ. Rolando Maran, нар. 14 липня 1963, Тренто) — італійський футболіст, що грав на позиції захисника. По завершенні ігрової кар'єри — тренер.

## Ігрова кар'єра
Народився 14 липня 1963 року в місті Тренто. Вихованець футбольної школи клубу «Тренто».
Протягом 1983–1997 грав за низку італійських нижчолігових команд, насамперед за «К'єво», кольори якого захищав протягом десяти сезонів з 1986 по 1995 рік і у складі якого за цей час подолав шлях від однієї з міжрегіональних ліг (п'ятий рівень чемпіонату Італії) до другого за силою національного дивізіону, Серії B.

## Кар'єра тренера
Завершивши ігрову кар'єру 1997 року, повернувся до «К'єво», ставши помічником головного тренера. Згодом працював з молодіжними командами «Брешії» і «Читтаделли». 2002 року очолив основну команду останнього клубу, яка виступала у третьому за силою італійському дивізіоні.
2005 року очолив друголігову «Брешію». Загалом працював у Серії B протягом семи сезонів, встигши за цей час також потренувати команди «Барі», «Трієстини», «Віченци» і «Варезе». Науспішнішою була робота Марана з останньою командою, яка під його керівництвом фінішувала на п'ятому місці другого італійського дивізіону.
Тож вже влітку 2012 року Марана було уперше запрошено очолити команду Серії A, якою стала «Катанія». Старт в елітному дивізіоні для тренера виявився досить успішним — 8-ме місце у чемпіонаті 2012/13. Однак старт наступного сезону був значно гіршим, і після 20 турів, в яких «Катанії» вдалося здобути лише дві перемоги, тренера було звільнено. 
2014 року повернувся до «К'єво», в якому провів основну частину ігрової кар'єри і який на той час також змагався вже у Серії A. Тренував цю веронську команду до неповні чотири сезони, найкращим досягненням було дев'яте місце у чемпіонаті сезону 2015/16.
7 червня 2018 року уклав дворічний тренерський контракт з «Кальярі». Був звільнений 3 березня 2020 року після 12 матчів Серії A поспіль без жодної перемоги.
26 серпня 2020 року був призначений головним тренером «Дженоа», з яким уклав дворічний контракт. Утім вже у грудні того ж року був звільнений з генуезького клубу.

## Тренерська статистика
Станом на 27 вересня 2021
| Команда      | Країна | Рік       | Статистика | Статистика | Статистика | Статистика | Статистика |
| Команда      | Країна | Рік       | І          | В          | Н          | П          | %В         |
| ------------ | ------ | --------- | ---------- | ---------- | ---------- | ---------- | ---------- |
| «Читтаделла» | Італія | 2002–2005 | 131        | 49         | 44         | 38         | 37,40      |
| «Брешія»     | Італія | 2005–2006 | 35         | 14         | 14         | 7          | 40,00      |
| «Барі»       | Італія | 2006–2007 | 25         | 7          | 8          | 10         | 28,00      |
| «Трієстіна»  | Італія | 2007–2009 | 89         | 31         | 25         | 33         | 34,83      |
| «Віченца»    | Італія | 2009–2010 | 33         | 9          | 12         | 12         | 27,27      |
| «Віченца»    | Італія | 2010–2011 | 52         | 20         | 12         | 20         | 38,46      |
| «Варезе»     | Італія | 2011–2012 | 39         | 20         | 9          | 10         | 51,28      |
| «Катанія»    | Італія | 2012–2013 | 50         | 18         | 14         | 18         | 36,00      |
| «Катанія»    | Італія | 2014      | 13         | 1          | 4          | 8          | 07,69      |
| «К'єво»      | Італія | 2014–2018 | 148        | 44         | 41         | 63         | 29,73      |
| «Кальярі»    | Італія | 2018–2020 | 69         | 22         | 19         | 28         | 31,88      |
| «Дженоа»     | Італія | 2020      | 15         | 3          | 4          | 8          | 20,00      |
| Разом        | Разом  | Разом     | 700        | 239        | 205        | 256        | 34,14      |